# One Day It Will Please Us to Remember Even This
One Day It Will Please Us to Remember Even This è il terzo album in studio del gruppo musicale hard rock statunitense New York Dolls, pubblicato nel 2006.
È il primo album di materiale inedito dopo Too Much Too Soon del 1974.

## Tracce
1. We're All in Love – 4:38
2. Runnin' Around – 4:11
3. Plenty of Music – 4:00
4. Dance Like a Monkey – 3:38
5. Punishing World – 2:37
6. Maimed Happiness – 3:01
7. Fishnets and Cigarettes – 3:13
8. Gotta Get Away from Tommy – 2:27
9. Dancing on the Lip of a Volcano – 4:18
10. I Ain't Got Nothing – 4:27
11. Rainbow Store – 2:57
12. Gimme Luv and Turn on the Light – 3:18
13. Take a Good Look at My Good Looks – 5:00

## Formazione
- Steve Conte - chitarra
- Brian Delaney - batteria
- David Johansen - voce, armonica
- Brian Koonin - piano
- Sylvain Sylvain - chitarra
- Sami Yaffa - basso